# Okręty podwodne projektu 941
Okręty podwodne projektu 941 (typu Akuła, ros. Акула, w kodzie NATO Typhoon) – radzieckie, następnie rosyjskie okręty podwodne z napędem atomowym skonstruowane w biurze projektowym Rubin, służące do przenoszenia 20 pocisków balistycznych SLBM typu R-39. Są to największe kiedykolwiek zbudowane okręty podwodne na świecie. Ich tytanowy kadłub sztywny ma strukturę katamaranu pokrytego pojedynczym kadłubem lekkim ze stali.
W zakładzie nr 402 (Siewmasz) zbudowano ogółem sześć jednostek tego projektu, z których najdłużej w służbie czynnej – do 2023 roku pozostawała jednostka TK-208 „Dmitrij Donskoj”, pełniąca rolę platformy testowej dla nowo opracowywanych rosyjskich pocisków balistycznych.

## Konstrukcja i budowa
Budowę okrętów trzeciej generacji w ZSRR przyspieszył amerykański program budowy okrętów typu Ohio. W trakcie spotkania Leonida Breżniewa z prezydentem Geraldem Fordem w listopadzie 1974 r. we Władywostoku, obaj przywódcy uzgodnili formułę traktatu SALT II, nakładającego dalej idące ograniczenia w rozwoju strategicznych broni ofensywnych. Sekretarz generalny KC KPZR zadeklarował jednak, iż jeśli Stany Zjednoczone rozmieszczą system Trident, Związek Radziecki będzie zmuszony rozwinąć program nowego strategicznego okrętu. W rzeczywistości program nowego okrętu balistycznego projektu 941 rozpoczęto już dwa lata wcześniej – w 1972 r. w biurze konstrukcyjnym Rubin, pod kierunkiem Siergieja Kowalowa. Specyfikacja wstępna „ciężkiego strategicznego krążownika podwodnego” (TRPKSN) projektu 941, została zatwierdzona w grudniu 1972 roku. Rok później, na podstawie rozporządzenia rządu, rozpoczęto prace nad konstrukcją i budową okrętów nowego projektu.

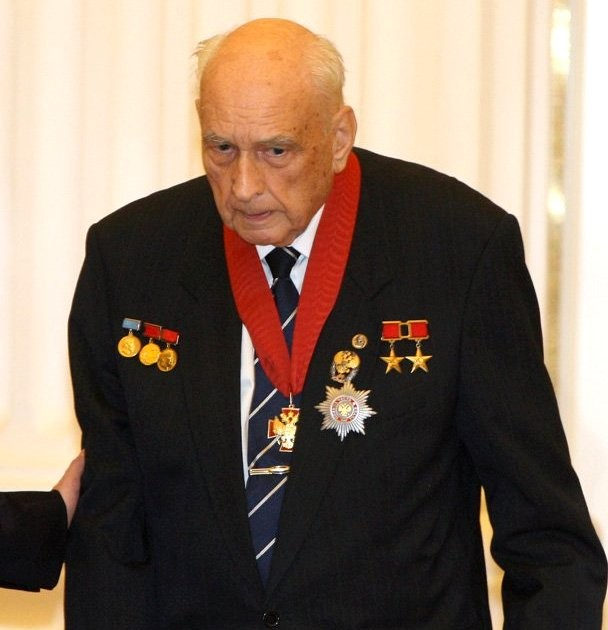
Siergiej Kowalow – główny projektant biura konstrukcyjnego Rubin

Kowalow i pracownicy jego zespołu przeanalizowali liczne koncepcje projektu, w tym gigantycznego okrętu o długości 235 m – ta koncepcja została zarzucona z powodu braku w Związku Radzieckim suchych doków i innych obiektów o wymaganej dla tak dużych jednostek długości. W trakcie opracowywania konstrukcji okrętu w leningradzkiej Stoczni Admiralicji przygotowano zautomatyzowany model badawczy – według niedopracowanego jeszcze projektu – w skali 1:10, wyposażony w instrumenty pomiarowe. Ostatecznie biuro Rubin opracowało unikatowy i niezwykle innowacyjny projekt, według 441. koncepcji przeanalizowanej przez biuro. W rzeczywistości okręty typu Akuła mają długość porównywalną z amerykańskimi okrętami typu Ohio – 172 m przy 170 m długości tych ostatnich. O ile jednak amerykańskie okręty mają – określaną jako beam – szerokość 11,7 m, szerokość okrętów radzieckich wynosi 23,2 m, a wyporność podwodna 48 000 ton – trzykrotnie większa od wyporności okrętów typu Trident. Okręty projektu 941 miały zapas pływalności wynoszący około 48% objętości kadłuba, podczas gdy okręty Ohio – jedynie około 15% rezerwy. Rezerwa ta pomaga w zmniejszeniu zanurzenia jednostki, a także znacznie ułatwia przebicie się okrętu przez lód, a zwłaszcza pak lodowy w celu wystrzelenia pocisków (25 sierpnia 1995 roku jeden z okrętów projektu 941 wynurzył się na biegunie północnym, przebijając przed wystrzeleniem pocisku R-39 około 2,5-metrową warstwę lodu).

Kadłuby sztywne w wewnętrznym układzie katamaranu

Okręty projektu 941 jako pierwsze w Związku Radzieckim mają strukturę katamaranu. Zbudowane są z dwóch równoległych kadłubów sztywnych, mieszczących pomieszczenia dla załogi, wyposażenie oraz maszynownie. Każdy z kadłubów, o długości 149 m i maksymalnej średnicy 7,2 m, składa się z ośmiu sekcji. Dwadzieścia wyrzutni startowych umieszczonych jest w dwóch rzędach pomiędzy kadłubami w przedniej części okrętu (przed kioskiem). Pomieszczenie kontroli, centrum zarządzania systemem rakietowym i inne pomieszczenia zarządzania umieszczone są w dwóch dużych sekcjach pomiędzy kadłubami sztywnymi. Centrum ma wymiary: 30 m długości i 6 m średnicy. Kiosk okrętu wystaje 13 m ponad linię wodną. Dodatkowa sekcja – łącząca kadłuby sztywne – została umieszczona z przodu. Zawiera wyrzutnie torpedowe i magazyn torped. Ogółem Typhoon składa się z siedemnastu – zawartych w masywnym kadłubie zewnętrznym o długości 172 m – sekcji, przy czym wszystkie kadłuby i sekcje połączone są ze sobą przejściami. Kadłuby sztywne, pomieszczenia kontroli oraz sekcje torpedowe wykonane zostały z tytanu, kadłub lekki zaś wykonany został ze stali. Okręty te dysponowały najlepszą w radzieckiej i aktualnie rosyjskiej marynarce wojennej przestrzenią życiową załogi, w tym: małą salą gimnastyczną, solarium, sauną, a nawet ptaszarnią. Pomieszczenia sypialne załogi stanowią małe boksy zawierające koje, oficerowie mają przestrzeń sypialną w prywatnych kabinach dwu- i czteroosobowych. Ponad każdym kadłubem sztywnym znajdują się komory bezpieczeństwa, zdolne łącznie do wyniesienia na powierzchnię wody całej załogi – około stu sześćdziesięciu osób.
Okręty tego projektu zostały wyposażone w system sonarowy Skat zdolny do równoczesnego śledzenia 10–12 obiektów, zawierający sonar niskiej częstotliwości MGK-503 ze sferyczną anteną (NATO: Shark Gill). Każdy z dwóch kadłubów sztywnych mieści jeden reaktor OK-650 (380 MW) z turbiną parową – zespół o mocy 81 600 KM (60 MW) oraz jeden generator o mocy 800 kilowatów. W celu ochrony każdej z dwóch śrub przed uszkodzeniem bądź zniszczeniem przez lód umieszczono je w specjalnych osłonach. Typhoon wyposażona jest również w dwie pomocnicze gondole napędowe – na dziobie i rufie – opuszczane i uruchamiane w celach manewrowych jednostki oraz nieruchomego zawisu pod wodą. Zastosowany w jednostkach 941 układ dwóch głównych śrub napędowych i sterów w szerokiej spłaszczającej się rufie, nazywany jest „układem ogona bobra”. W ramach własnych badań nad rozwiązaniem napędu dla jednostek typu Ohio, marynarka amerykańska stwierdziła, że układ ten – jakkolwiek znacznie wydajniejszy od konwencjonalnego układu dwuśrubowego – jest jednak mniej wydajny od układu z jedną śrubą. Dwie położone stosunkowo blisko siebie śruby bowiem, nawzajem zakłócają przepływ wody wokół każdej z nich.

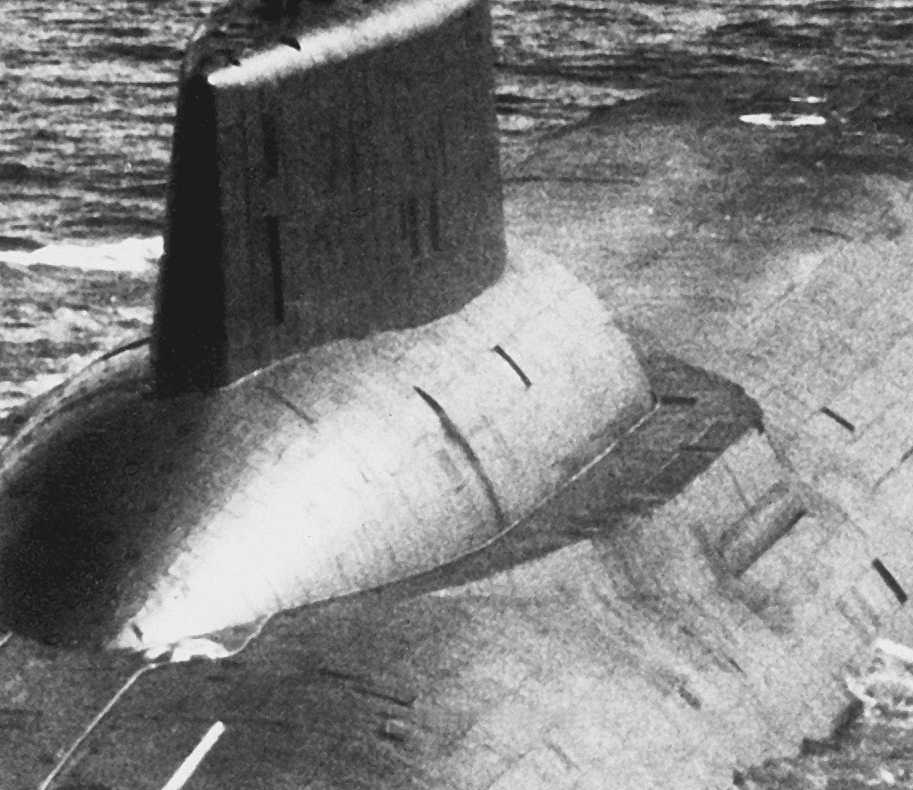
Płytki powłoki anechoicznej widoczne na kadłubie jednostki proj. 941

W okrętach tego projektu, zastosowano pokrycie kadłuba płytkami powłoki anechoicznej, która tłumi dźwięki z wnętrza okrętu oraz pochłania dużą część fali dźwiękowej pochodzącej z sonarów aktywnych wrogich jednostek, pozostałą zaś część tej fali w dużym stopniu rozprasza. Geneza tej technologii sięga czasów II wojny światowej w Niemczech, gdzie była znana pod nazwą Alberich. Alberich był warstwą cienkiej, około czteromilimetrowej gumy, która o 15% rozmazywała echo odbicia w zakresie 10–18 kHz, nie na każdej jednak głębokości zanurzenia. W latach siedemdziesiątych XX wieku podobną technologię zaczęli stosować radzieccy konstruktorzy okrętów podwodnych – początkowo niskiej jakości, wkrótce jednak Sowieci poprawili technologię – płytki przestały odpadać, a powłoka przestała być przedmiotem żartów w środowisku oficerów floty podwodnej US Navy, gdy marynarka amerykańska stwierdziła, że jest jednym z powodów, dla których radzieckie okręty stały się trudniejsze do wykrycia. Jak stwierdzono w fachowym czasopiśmie „Submarine Review” w 1983 roku, powłoka anechoiczna utrudnia także samonaprowadzanie się na cel torped, które w fazie końcowej używają wbudowanego w nie sonaru aktywnego. Stwierdzono, że może to zmusić okręty amerykańskie do podpływania na mniejszą odległość do okrętów radzieckich celem ich dokładniejszego namierzenia lub używania w tym celu okrętowych sonarów aktywnych. O znaczeniu powłoki wykonanej z takich płytek świadczy fakt, iż radzieckie czy rosyjskie płytki o wymiarach ok. 85,34 cm x 91,4 cm i grubości 10,16 cm zastosowane na okrętach typu Akuła (projekt 971) i Sierra (projekt 945) zmniejszają sygnaturę akustyczną tych jednostek o wartość 10 do 20 dB. W zakresie zaś częstotliwości pracy amerykańskiego sonaru AN/BQQ-5 zapewniają zmniejszenie możliwości detekcji o 25 do 50%.
W publicznie dostępnej – w tym rosyjskiej – literaturze istnieją dość spore rozbieżności danych na temat okrętów projektu 941. Niektóre źródła określają wyporność tych jednostek na 18500 t (nawodna) i 26500 t pod wodą, inne natomiast odpowiednio 23200 i 48000 ton, a także 24500 i 33800 ton. W każdym jednak przypadku, okręty typu Typhoon bez wątpienia pozostają największymi kiedykolwiek zbudowanymi okrętami podwodnymi na świecie.

## Uzbrojenie
Podstawowym uzbrojeniem okrętów proj. 941 były pociski R-39 (SS-N-20). Wstępne prace nad systemem rakietowym z napędzanym paliwem stałym pociskiem ICBM rozpoczęły się w Biurze Konstrukcyjnym Budowy Maszyn Makijewa w 1971 r. Rozwój pierwszego systemu SLBM zasilanego takim rodzajem paliwa rozpoczął się dwa lata później. Prace nad systemem D-19 wyposażonym w pociski R-39 rozpoczęły się w zgodzie z dekretem Rady Ministrów Ukraińskiej SRR z września 1973 r. R-39 był trzystopniowym pociskiem na paliwo stałe, z silnikami pierwszego i drugiego stopnia w osłonie epoksydowej, o zasięgu 8300 km. W celu zmniejszenia rozmiarów pocisku w silnikach I i II stopnia zastosowano wysuwane dysze. Sekcja czołowa pocisku mieściła post-buster z systemem nawigacji i napędzanym paliwem ciekłym systemem przenoszącym 10 głowic MIRV. Same głowice, o mniejszym kącie czołowym niż głowice poprzednich pocisków SLBM, umieszczone były w tylnej sekcji post-bustera, wokół nosa (sekcji czołowej) trzeciego stopnia napędowego. Pocisk zainstalowany był w tubie startowej, gdzie podtrzymywany był przez znajdujące się na górze urządzenie absorbujące wstrząsy. R-39 był wystrzeliwany przez ciśnienie zmagazynowanych gazów (zimny start), natomiast specjalny system przeciwwstrząsowy na paliwo stałe generował otulinę gazową wokół pocisku, której zadaniem było zmniejszenie efektu oddziaływania ciśnienia hydrodynamicznego na pocisk podczas podwodnej fazy startu. Zapłon silnika pierwszego stopnia następował po opuszczeniu przez pocisk wyrzutni.
Testy pocisku rozpoczęły się w 1979 roku próbami przeprowadzonymi z pokładu okrętu K-153 (projekt 629/619), kontynuowanymi następnie przez testy ze stanowisk lądowych. Spośród 17 testów lądowych, połowa zakończyła się fiaskiem wynikłym z problemów z silnikami pierwszego i drugiego stopnia. Po przekonstruowaniu systemów napędowych kontynuowano z pokładu pierwszego okrętu projektu 941 (TK-208) testy, z których 11 zakończyło się sukcesem.
System D-19 został zaakceptowany do służby w roku 1984. Po okręcie TK-208 także pięć kolejnych jednostek tego projektu otrzymało po 20 pocisków tego systemu, przy czym formalne przyjęcie do służby pocisków R-39 nastąpiło w 1989 roku. Już w roku 1980 rozpoczęły się prace nad następcą tego pocisku dla projektu 941 – R-39M, który miał być przenoszony także przez okręty przyszłego typu Borei („Jurii Dołgoruki”). Testy w locie tego pocisku rozpoczęły się w 1996 r., jednakże po czterech nieudanych próbach program anulowano, na rzecz nowego pocisku R-30 na paliwo stałe opracowywanego pod kierunkiem nieposiadającego do tej pory doświadczenia w konstruowaniu pocisków SLBM Moskiewskiego Instytutu Technologii Cieplnych (MITT) we współpracy z Biurem Konstrukcyjnym Budowy Maszyn.
Dodatkowo, w celu zapewnienia samoobrony, okręty tego projektu wyposażone zostały w dwie wyrzutnie torpedowe kalibru 650 milimetrów oraz cztery kalibru 533 milimetry – wszystkie w przedniej części jednostki. Wyrzutnie ułożone zostały zarówno poziomo, jak też skośnie.

## Służba

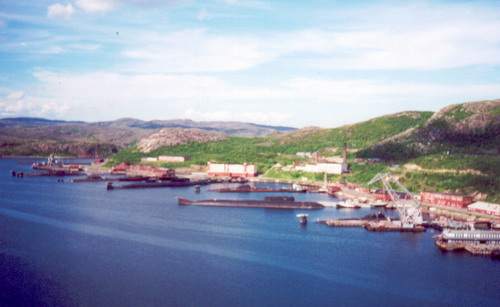
Baza w Zapadnaja Lica

Ostatecznie budowę pierwszego okrętu typu Typhoon TK-208 „Dmitrij Donskoj” rozpoczęto 30 czerwca 1976 r. w Siewierodwińsku. Wodowanie tej jednostki nastąpiło we wrześniu 1981 roku, po czym po przejściu dwunastomiesięcznych testów, 12 grudnia 1981 roku TK-208 został wcielony do służby we Flocie Północnej. Hala konstrukcyjna, w której okręty były budowane, została specjalnie wybudowana dla potrzeb projektu 941 oraz 949 (NATO: Oscar SSGN). Była to największa tego typu hala na świecie. Między 1981 a 1989 rokiem do służby weszło ogółem sześć jednostek, które zostały przydzielone do Pierwszej Flotylli Atomowych Okrętów Podwodnych z bazą w Zapadnaja Lica. W trakcie służby, TK-17 „Archangielsk” został uszkodzony przez pożar wywołany wypadkiem w trakcie załadunku pocisku. Zniszczenia usunięto, wkrótce jednak, począwszy od jednostek TK-202 i TK-12 „Simbirsk”, rozpoczęto proces wycofywania tych jednostek ze służby.
W 1994 roku rozpoczęto modernizację okrętu prototypowego projektu 941, w celu przystosowania go do przenoszenia zmodernizowanych pocisków R-39M. Wobec jednak anulowania ich programu konstrukcyjnego, modyfikację przerwano. W zamian, okręt przystosowano do prowadzenia testów w locie nowych pocisków balistycznych R-30 Buława. Po kolejnym wycofaniu ze służby pozostałych jednostek tego projektu, TK-208 pozostał jedynym czynnym dziś okrętem tego typu, niepełniącym jednak służby operacyjnej, wykorzystywanym natomiast jako platforma testowa. Decyzję o tym rosyjskie ministerstwo obrony podjęło 5 grudnia 2011 roku.
W październiku 2014 roku pojawiły się spekulacje prasowe na temat zatonięcia okrętu u wybrzeżu Szwecji, w związku z operacją poszukiwawczą prowadzoną przez szwedzkie władze. Dziennikarze powoływali się na anonimowych informatorów i informacje z nasłuchu radiowego prowadzonego przez szwedzki wywiad.
Okręt TK-208 „Dmitrij Donskoj” miał służyć do całkowitego wyczerpania paliwa w reaktorze jądrowym, co spodziewane było na lata 2024-2025. W 2021 wycofano go ze służby z pozostawieniem na stanie floty do 2026. Ostatecznie zdecydowano o wycofaniu go z dniem 6 lutego 2023 roku. W marcu 2025 roku w rosyjskich źródłach pojawiły się informacje o planach odholowania TK-208 do Sankt Petersburga celem przekształcenia go w okręt-muzeum.  